# (16421) Roadrunner
(16421) Roadrunner ist ein Asteroid des inneren Hauptgürtels, der von dem belgischen Astronomen Eric Walter Elst am 22. Januar 1978 am Observatoire de Haute-Provence im Département Alpes-de-Haute-Provence (IAU-Code 511) entdeckt wurde.
Der Asteroid gehört zur Hungaria-Gruppe. Charakteristisch für diese Gruppe ist unter anderem die 9:2-Bahnresonanz mit dem Planeten Jupiter. Der Namensgeber für die Hungaria-Gruppe ist der Asteroid (434) Hungaria. Die Sonnenumlaufbahn von (16421) Roadrunner ist mit mehr als 22° stark gegenüber der Ekliptik des Sonnensystems geneigt, ein weiteres Charakteristikum für Hungaria-Asteroiden.
Die extrem lange Rotationsperiode von 174 Stunden (± 30 %) könnte darauf hinweisen, dass der Asteroid ein so genannter Tumbler sein könnte, das heißt, dass er nicht um eine seiner Hauptachsen rotiert. Dies wird entweder durch Kollisionen hervorgerufen oder durch Gezeitenkräfte nach Annäherung an einen Planeten.
(16421) Roadrunner wurde am 28. Dezember 2012 nach dem Wegekuckuck (Geococcyx californianus) benannt, dessen englischer Name Greater Roadrunner lautet. Die Benennung des Asteroiden erfolgte am 28. Dezember 2012.